# Eloeophila urania
Eloeophila urania är en tvåvingeart som först beskrevs av Paul Gustav Eduard Speiser 1923.
Eloeophila urania ingår i släktet Eloeophila och familjen småharkrankar. Artens utbredningsområde är Tanzania. Inga underarter finns listade i Catalogue of Life.